# Inermonephtys turcica
Inermonephtys turcica — вид багатощетинкових червів родини Nephtyidae. Описаний у 2021 році. Виявлений у Мармуровому морі (Туреччина).